# أندرو هالدين
أندرو هالدين (بالإنجليزية: Andrew Haldane)‏ هو ضابط أمريكي، ولد في 22 أغسطس 1917 في لورانس في الولايات المتحدة، وتوفي في 12 أكتوبر 1944 في ولاية بيليليو في بالاو.